# 京都殺人授業
『京都殺人授業』（きょうとさつじんじゅぎょう）は、2013年2月18日にTBSテレビ系「月曜ゴールデン」で放送されたテレビドラマ。主演は橋爪功。
サブタイトルは「雨の中の義経」。

## キャスト

### 京都光陽女子大学
北山丈晴
演 - 橋爪功
文学部史学科教授。歴史を気象から再検証する気象歴史学専攻。「良くできた書物の記述の裏には、必ず理由や背景があり、歴史はいつも天気が作る」が持論。自らの授業は日本一退屈と学生内で評価され、学問についても理解されない事が多い。かつては歴史小説家を目指していたが、3年連続で賞を逃した事から飲酒と共に断念。気象予報士を目指すも、7回も試験に落ちている。珈琲店「モダン」の2階に下宿していて、下宿代を滞納している。毎朝、ラジオから流れる気象通報を記録し続けている。食事は結婚していた頃は、結婚式の朝に妻に渡したお子様メニューのような夕食の献立を好み、独身に戻ってからは「ホットサンド、ゆで卵は半熟、ヨーグルトは低脂肪の六甲の赤」と変わらない朝食メニューを好み、他の物を受け付けないほどにこだわりが強い。愛称は「丈さん」。
早川南
演 - 戸田恵子
理事長。北山の元妻。北山とは4年半結婚生活を送っていたが、強いこだわりに耐え切れず15年前に離婚。気象歴史学を理解する数少ない人物。性格が似た者同士として、北山に長く大学に在籍してもらい、研鑽を積んでもらいたいと考えている。再婚したいという思いはあるが、当分結婚する気はない。

### 中京南警察署刑事課
渡辺結
演 - 京野ことみ
刑事。京都光陽女子大学文学部史学科を首席で卒業するも、「現場百篇」を家訓とする父や父方の親類・縁者全員が警察関係者が影響して、現職に。北山の教え子で、授業も一度も休まずに教室の最前列でノートをとり続けた唯一の人物。北山からも研究室への復帰を要請されるも、親子の絆を切る事を条件に断わっている。
坂航太
演 - 瑞木健太郎
刑事。巡査部長。
三田村裕一
演 - 中西良太
課長。

### 珈琲「モダン」
宇田川粂吉
演 - 北村総一朗
マスター。北山の下宿先の大家でもある。北山の強いこだわりに呆れ気味であるが、歴史小説家を断念した彼に同情したことがきっかけで転がり込まれる事に。歴史オンチである。

### その他
薬王寺菊馬
演 - 谷口高史
人気歴史作家。本名は木村馬之助。かつては京都光陽女子大学で教鞭を取っていたが、生徒に手を出し、辞職。旧知の北山に失礼な態度を取る。
- 園田圭子（先代の愛人でクラブ「その」を経営） - 藤真利子
- 赤間登紀子 - 立石涼子
- 赤間雄一郎 - 峰蘭太郎
- 赤間智樹（三男・営業部長） - 本田大輔
- 赤間雄樹（長男・社長） - 吉見一豊
- 渋谷洋三郎 - 上杉祥三
- 河本沙織（タウン誌記者） - 遊井亮子
- 武藤好美 - 大門真紀
- 鮨屋 - 福本清三

## スタッフ
- 編成 - 永山由紀子
- 脚本 - 西岡琢也
- プロデューサー - 金丸哲也、進藤盛延
- 音楽 - 遠藤浩二
- 撮影 - 今西均
- 照明 - 東田勇児
- 録音 - 佐藤茂樹
- VE - 大谷優司
- 美術 - 秋好泰海
- 装置 - 柴田優
- 装飾 - 長谷川優市呂
- 持道具 - 小田忍
- 記録 - 小川加津子
- 編集 - 乾栄司
- 整音 - 神戸孝憲
- 擬斗 - 菅原俊夫
- ヘアメイク - 山下みどり、白井いちこ、浜頭雄一、田村小春（藤真利子担当）
- ウイッグ担当 - FONTAINE
- 衣裳 - 熊田美千代
- スタイリスト - 笠木ゑり子、江島モモ（戸田恵子担当）
- スチール - 荒川大介
- 劇用車 - ショーカープロ　オノ
- 撮影協力 - 龍谷大学、大覚寺
- 協力 - 東和美粧、山崎かつら、滋賀ロケーションオフィス、高津商会、京阪商会
- 制作協力 - 東映太秦映像
- 監督 - 黒沢直輔
- 製作 - 東映、TBS